# Rucentra posticata
Rucentra posticata är en skalbaggsart som beskrevs av Schwarzer 1931. Rucentra posticata ingår i släktet Rucentra och familjen långhorningar. Inga underarter finns listade i Catalogue of Life.